# Hexatoma decorata
Hexatoma decorata är en tvåvingeart som först beskrevs av Enrico Adelelmo Brunetti 1918.  Hexatoma decorata ingår i släktet Hexatoma och familjen småharkrankar. Inga underarter finns listade i Catalogue of Life.